# فری کثیف
ساندویچی فریدون یا همان فری کثیف مغازه ای در خیابان نیلوفر (یا عشقیار) تهران است. صاحب این مغازه، فریدون مهروانی، در شهر تهران بسیار معروف بود. او در ١۶ بهمن ١٣٩٩ درگذشت.
در دههٔ ۱۳۵۰ شخصی به نام فریدون مهروانی در محلی در خیابان نیلوفر تهران اقدام به افتتاح این مغازه نمود. بنا بر گفتهٔ بسیاری افراد، به خاطر طعم خوشمزه ساندویچ‌هایش به سرعت در سطح تهران و به «ساندویچی فری کثیف» معروف شد. فریدون مهروانی در ۱۶ بهمن ۱۳۹۹ درگذشت.

## وجه تسمیه
صاحب اصلی این مغازه فریدون مهروانی نام داشت. در مورد وجه تسمیه «فری کثیف» روایت واحدی وجود ندارد. قدیمی‌ترها می‌گویند که فری کثیف مغازه‌ای بود قدیمی و کوچک و خود «فری» که عکس جوانی‌اش هم بالای سرش آویخته‌است، به شغل پول‌شماری مشغول بود. کارگرهایش هم با لباس کثیف مشغول به کار بودند و به خاطر همین مغازه‌اش به فری کثیف معروف شد. از دیگر روایت‌ها این است که چون قبل از انقلاب ۱۳۵۷ ایران گوشت غیرمجاز سرو می‌کرده، به «فری کثیفه» معروف شد. همچنین روایت دیگری وجود دارد که فریدون در جوانی به خاطر اخلاق «تندش» به فری کثیف معروف شده‌بود که البته درباره درستی این روایت تردید وجود دارد.
فریدون مهروانی در مصاحبه ای تاکید کرد که «اگر این اسم را از کسی بشنود حتما با او دست‌به‌یقه می‌شود». بهزاد مهربانی، پسر فریدون مهروانی درباره این نام گفت «نزدیک به ۴۰ سال است که این مغازه تأسیس شده و پابرجاست» و ادعا کرد که «در این مدت حتی یک روز هم در مغازه بسته نشده‌ است» و ادامه داد «پدر در تمام عمرش رنگ کلانتری را هم ندیده و این اسم‌هایی را که دربارهٔ مغازه‌اش گفته می‌شود به خاطر رقبایی بود که همیشه داشته و چشم دیدن پیشرفت او را نداشته‌اند».
به اعتقاد فریدون مهروانی تعدادی از کسانی که با وی «دشمنی داشته اند» و «نتوانستند رقابت با او را تحمل کنند» با همکاری یک سایت اینترنتی مطلبی علیه وی منتشر کردند که در آن مغازه او را با عنوان «فری کثیفه» معرفی کرده بود؛ فریدون مهربانی در این باره گفت «خب من مشتری‌های زیادی داشتم، همیشه فر مغازه‌ام روغنی بود و کارگران دائم در حال طبخ ساندویچ بودند. این‌ها از این موضوع سوءاستفاده کردند و فری کثیفه را روی زبان‌ها انداختند. به نظر من این کارها نامردی است. من خودم کشتی‌گیر هستم و به این مسائل بسیار حساسم.»

## تاریخچه
این اغذیه‌فروشی کوچک در سال ۱۳۴۶ تأسیس شد. صاحب ساندویچی فریدون مهروانی درباره تاسیس مغازه می‌گوید: «سال ۱۳۷۱ که حدود نظارت صنفی را برداشتند کار ما رونق گرفت. قبل از آن باید ظهرها بعد از ساعت ۲ می‌بستیم و می‌رفتیم خانه و بعدازظهر از ۶:۳۰ به بعد بازمی‌کردیم تا ۹ شب. وقتی این قانون را برداشتند و پس از مدتی تعدادی مغازه در خیابان نیلوفر ساندویچی شدند من تصمیم به رقابت سالم گرفتم؛ حتی پسرانم را هم وارد کار کردم و به خاطر این‌که رقابت سالم داشتیم آمدیم بالا. رمزش فقط همین است، صداقت داشتن در کار، دروغ نگفتن به مشتری، طمع نداشتن و جنس خوب دست مردم دادن.»

## شعب
ساندویچی فریدون که در مغازه‌ای در خیابان نیلوفر بسیار در بین مردم معروف شده است شامل دو مغازه کوچک و ساده ۱۲ متری است؛ با تجهیزاتی معمولی و ساده.
با وجود محبوبیت این مغازه، فریدون مهربانی، مؤسس این فروشگاه علاقه‌ای به توسعهٔ آن ندارد حاضر به تغییر مکان مغازه نیست. او همچنین علاقه‌ای به تأسیس شعب دیگری نیز ندارد. با این وجود می‌گوید «به ما گفتند در آلمان و دوبی به اسم شما شعبه زده‌اند اما مال ما نیست. ما این اسم را ثبت هم کرده‌ایم. یک بار هم گفتند در اصفهان و کرمان شعبه زده‌اند که ما پیگیری کردیم جمع کردند.»

## دربارهٔ مؤسس
فریدون مهروانی در سال ۱۳۱۹ در محلهٔ شاپور متولد شد و در ۱۶ بهمن ۱۳۹۹ درگذشت. وی صاحب دو پسر بود و از شنیدن نام فری کثیف بسیار عصبانی می‌شد.
به گفتهٔ کارکنانش، او اهل سفر رفتن نیست و علاقهٔ زیادی به شغلش دارد. به گفتهٔ پسرش، بهزاد، «در واقع با کارش عشق می‌کند. خیلی لذت می‌برد از این که دست‌پخت‌اش را مردم دوست دارند.»

### مصاحبه با نشریات
مهربانی با مطبوعات مصاحبه نمی‌کرد. فقط وقتی شایعهٔ درگذشتش منتشر شده بود با روزنامهٔ ایران و روزنامهٔ همشهری مصاحبه کرده و قضیه را تکذیب کرد. همچنین گفته‌بود که فقط با روزنامهٔ کیهان و روزنامهٔ اطلاعات مصاحبه می‌کند و می‌گفت «ما کاسبیم، با هیچ‌جا هم حرف نمی‌زنیم.»

## موفقیت شغلی
فریدون مهروانی در رابطه با موفقیت شغلی معتقد بود که «فقط صداقت، رقابت سالم در کار و دروغ نگفتن به مشتری  و کیفیت کار برایم مهم‌ است.» بیشتر مشتریان این ساندویچ‌فروشی، همراه غذایشان یک ظرف سیب‌زمینی سرخ‌کرده هم سفارش می‌دهند. در واقع سس مخصوص فریدون باعث شهرت این سیب‌زمینی سرخ‌کرده‌است؛ سسی که خود فریدون مهروانی آن را درست می‌کرد.

## پی‌نوشت
1. ↑  «فری کثیف چگونه برند شد؟»،  مشرق نیوز.
2. ↑  رحمتی، «با آبگوشت بزرگ شده‌ایم»، روزنامهٔ شرق، ۱۳.
3. ↑  «مالک ساندویچی فری کثیف درگذشت | فریدون چطور معروف شد؟». همشهری آنلاین. ۲۰۲۱-۰۲-۰۵. دریافت‌شده در ۲۰۲۱-۰۲-۰۵.
4. ↑  «رستوران فری کثیف تهرون در...»،  فیشور.
5. ↑  «"فری کثیف" درگذشت». www.asriran.com. دریافت‌شده در ۲۰۲۱-۰۲-۰۵.
6. ↑  «فری کثیف چگونه برند شد؟»،  مشرق نیوز.
7. ↑  «فری کثیف چگونه برند شد؟»،  مشرق نیوز.
8. ↑  «فری کثیف چگونه برند شد؟»،  مشرق نیوز.
9. ↑  «فری کثیف چگونه برند شد؟»،  مشرق نیوز.
10. ↑  «فری کثیف چگونه برند شد؟»،  مشرق نیوز.
11. ↑  احمدی، «خیابان نیلوفر چیزی کم دارد»، رادیو زمانه.
12. ↑  احمدی، «خیابان نیلوفر چیزی کم دارد»، رادیو زمانه.
13. ↑  رحمتی، «با آبگوشت بزرگ شده‌ایم»، روزنامهٔ شرق، ۱۳.
14. ↑  احمدی، «خیابان نیلوفر چیزی کم دارد»، رادیو زمانه.
15. ↑  رحمتی، «با آبگوشت بزرگ شده‌ایم»، روزنامهٔ شرق، ۱۳.
16. ↑  «فری کثیف چگونه برند شد؟»،  مشرق نیوز.
17. ↑  «فری کثیف چگونه برند شد؟»،  مشرق نیوز.
18. ↑  رحمتی، «با آبگوشت بزرگ شده‌ایم»، روزنامهٔ شرق، ۱۳.
19. ↑  رحمتی، «با آبگوشت بزرگ شده‌ایم»، روزنامهٔ شرق، ۱۳.
20. ↑  «فری کثیف چگونه برند شد؟»،  مشرق نیوز.
21. ↑  رحمتی، «با آبگوشت بزرگ شده‌ایم»، روزنامهٔ شرق، ۱۳.
22. ↑  رحمتی، «با آبگوشت بزرگ شده‌ایم»، روزنامهٔ شرق، ۱۳.
23. ↑  رحمتی، «با آبگوشت بزرگ شده‌ایم»، روزنامهٔ شرق، ۱۳.
24. ↑  «فری کثیف چگونه برند شد؟»،  مشرق نیوز.
25. ↑  رحمتی، «با آبگوشت بزرگ شده‌ایم»، روزنامهٔ شرق، ۱۳.
26. ↑  رحمتی، «با آبگوشت بزرگ شده‌ایم»، روزنامهٔ شرق، ۱۳.
27. ↑  رحمتی، «با آبگوشت بزرگ شده‌ایم»، روزنامهٔ شرق، ۱۳.
28. ↑  رحمتی، «با آبگوشت بزرگ شده‌ایم»، روزنامهٔ شرق، ۱۳.
29. ↑  «فری کثیف چگونه برند شد؟»،  مشرق نیوز.